# Fusky Mutkolv
Advokat Fusky (Sylvester Shyster i original) var Musse Piggs andra återkommande fiende (den förste var Svarte Petter). Fusky dyker upp för första gången i "Musse Pigg i Djävulsdalen" ("Mickey Mouse in Death Valley", publicerad 1 april 1930) som tecknades av Win Smith och Floyd Gottfredson. Han är en av få figurer i en Disneyserie som skapats av Walt Disney själv. Fusky är en mycket lömsk bov som kan sticka en kniv i ryggen på sin bästa vän och få honom häktad för olaga vapeninnehav.
1934 försvann Fusky ur serien och ersattes av Snorre Snabel. Gottfredson valde dock att låta figuren göra comeback 1941 och idag är Fusky på nytt en återkommande fiende till Musse.
Figuren har tidigare även gått under namnet Mutkolv i Sverige.